# Mona Mårtenson

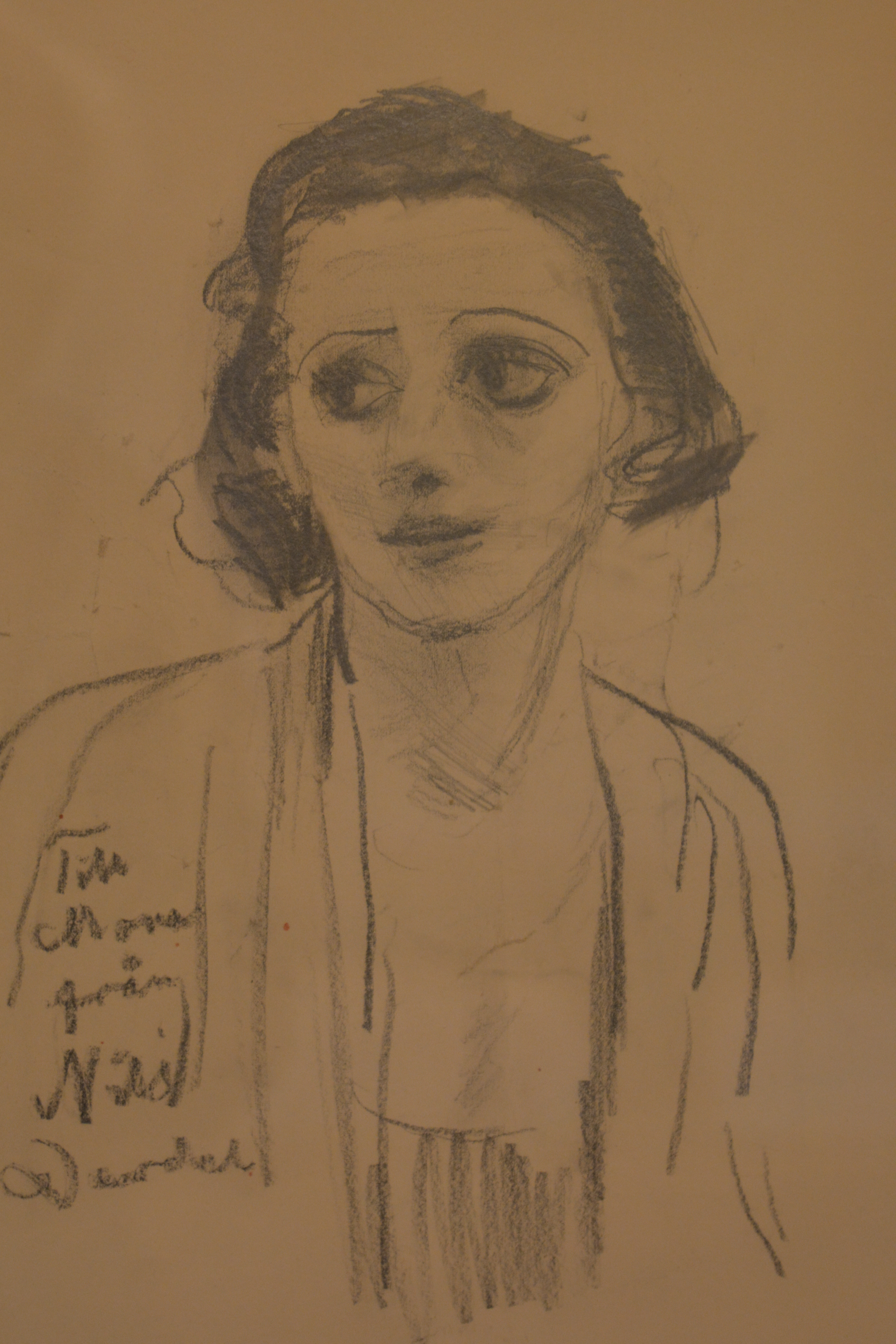
Mona Mårtenson, tecknad i blyerts av Nils Dardel, 1930-talet, Söderlångvik

Monica (Mona) Ingeborg Elisabeth Mårtenson, född 4 maj 1902 i Stockholm, död där 8 juli 1956, var en svensk skådespelare.

## Biografi
Mona Mårtenson växte upp i Helsingborg, studerade vid Dramatens elevskola 1921–1923 och engagerades vid Dramaten fram till 1930. Hon var sedan under åtta år engagerad av Gösta Ekman och på Lorensbergsteatern i Göteborg. Hon återvände till Dramaten 1938. 
Hon filmdebuterade 1923 i Sigurd Walléns film Anderssonskans Kalle på nya upptåg och medverkade i 28 filmer.
Mona Mårtenson tillbringade under en lång följd av år somrarna tillsammans med Amos Anderson på dennes gård Söderlångvik på Kimitoön i Finland. Monastigen på Söderlångvik är namngiven efter henne. Hon är begravd på Pålsjö kyrkogård i Helsingborg.

## Filmografi
- 1923 – Anderssonskans Kalle på nya upptåg
- 1924 – Livet på landet
- 1924 – Gösta Berlings saga
- 1925 – Ingmarsarvet
- 1925 – Karl XII del II
- 1925 – Karl XII
- 1925 – Skeppargatan 40
- 1926 – Bröllopet i Bränna
- 1926 – Till Österland
- 1927 – Förseglade läppar
- 1928 – Viddernas folk
- 1929 – Laila
- 1929 – Fröken statsadvokat
- 1930 – Eskimå
- 1931 – Fy og Bi i Kantonnement
- 1934 – Simon i Backabo
- 1938 – I nöd och lust
- 1938 – Karriär
- 1940 – Västkustens hjältar
- 1941 – Bara en kvinna
- 1941 – Det sägs på stan
- 1942 – Vårat gäng
- 1942 – Gula kliniken
- 1944 – Lilla helgonet
- 1944 – Mitt folk är icke ditt
- 1945 – Det var en gång...
- 1949 – Pippi Långstrump

## Teater

### Roller (ej komplett)
| År   | Roll                                      | Produktion                                                           | Regi              | Teater                  |
| ---- | ----------------------------------------- | -------------------------------------------------------------------- | ----------------- | ----------------------- |
| 1922 | En proverska                              | Äventyret Gaston Arman de Caillavet och Robert de Flers              | Karl Hedberg      | Dramaten                |
| 1922 | Anne-Marie                                | Herr Sleeman kommer Hjalmar Bergman                                  | Olof Molander     | Dramaten                |
| 1923 | Städerskan                                | Sköldpaddskammen Richard Kessler                                     | Karl Hedberg      | Dramaten                |
| 1923 | En tjänsteflicka                          | Föräldrar Otto Benzon                                                | Olof Molander     | Dramaten                |
| 1925 | Nichette                                  | Kameliadamen Alexandre Dumas d. y.                                   | Olof Molander     | Dramaten                |
| 1932 | Toni                                      | Toni Gina Kaus                                                       | Naima Wifstrand   | Naima Wifstrand-teatern |
| 1932 | Lilly von Balla                           | Pengar på banken Beda och Klemens                                    | Erik Berglund     | Folkteatern             |
| 1932 | Inga Valler                               | Svensson Gustaf H. Lundberg                                          | Erik Berglund     | Folkteatern             |
| 1932 |                                           | Adam och Evorna Sigurd Hoel och Helge Krog                           | Gösta Ekman       | Folkteatern             |
| 1932 |                                           | I de bästa familjer Anita Hart och Maurice Braddell                  | Gösta Ekman       | Gösta Ekmans Folkteater |
| 1933 | Lucille Talbot                            | Middag kl. 8 George S. Kaufman och Edna Ferber                       | Gösta Ekman       | Vasateatern             |
| 1934 | Ofelia                                    | Hamlet William Shakespeare                                           | Per Lindberg      | Vasateatern             |
| 1934 | Barbara Dennin                            | Män i vitt Sidney Kingsley                                           | Per Lindberg      | Vasateatern             |
| 1936 | Sibyl Kingdom                             | Idyll 1936 Harold Marsh Harwood                                      | Pauline Brunius   | Blancheteatern          |
| 1937 | Kristina                                  | Påsk August Strindberg                                               | Johan Falck       | Vasateatern             |
| 1938 | Fröken Trimmerback                        | Kvinnorna Clare Boothe Luce                                          | Rune Carlsten     | Dramaten                |
| 1938 | Iréne                                     | Sex trappor upp Alfred Gehri                                         | Pauline Brunius   | Dramaten                |
| 1939 | Beuhla                                    | Mitt i Europa Robert E. Sherwood                                     | Rune Carlsten     | Dramaten                |
| 1939 | Syvie Gérard                              | Nederlaget Nordahl Grieg                                             | Svend Gade        | Dramaten                |
| 1939 | Anna                                      | Kejsaren av Portugallien Selma Lagerlöf                              | Rune Carlsten     | Dramaten                |
| 1940 | Rheba                                     | Koppla av Moss Hart                                                  | Carlo Keil-Möller | Dramaten                |
| 1943 | Georgette Langlois                        | Kungen Robert de Flers, Emmanuel Arène och Gaston Arman de Caillavet | Rune Carlsten     | Dramaten                |
| 1950 | Belisas mor                               | Don Perlimplins kärlek till Belisa Federico Garcia Lorca             | Göran Gentele     | Dramaten                |
| 1951 | Tant Chloe                                | Onkel Toms stuga Harriet Beecher Stowe                               | Carl-Henrik Fant  | Dramaten                |
| 1952 | Syster Teresia, nunna i Guds moders orden | De vises sten Pär Lagerkvist                                         | Alf Sjöberg       | Dramaten                |